# DeHart Hubbard
Pour les articles homonymes, voir Hubbard.
William DeHart Hubbard  né le 25 novembre 1903 à Cincinnati et mort le 23 juin 1976 à Cleveland est un athlète américain spécialiste du saut en longueur.
Premier sportif afro-américain à remporter une médaille d'or olympique dans une épreuve individuelle, et ancien détenteur du record du monde de la discipline, Hubbart est considéré par les spécialistes comme le premier grand sauteur en longueur de l'ère moderne.

## Carrière sportive
Étudiant à l'Université du Michigan, DeHart Hubbard remporte en 1922 et 1923 les concours du saut en longueur et du triple saut des Championnats des États-Unis d'athlétisme, et se rapproche du record du monde de la longueur de son compatriote Edward Gourdin en réalisant 7,67 m. Sélectionné dans l'équipe des États-Unis pour les Jeux olympiques d'été de 1924 de Paris, il remporte le concours du saut en longueur avec 7,44 m, devançant finalement Gourdin et le Norvégien Sverre Hansen. Il devient également à cette occasion le premier afro-américain de l'histoire à remporter un titre olympique dans une épreuve individuelle, tous sports confondus. Aligné également dans l'épreuve du triple saut, Hubbard ne parvient pas à obtenir sa qualification pour la finale, ses trois sauts n'ayant pas été mesurés.

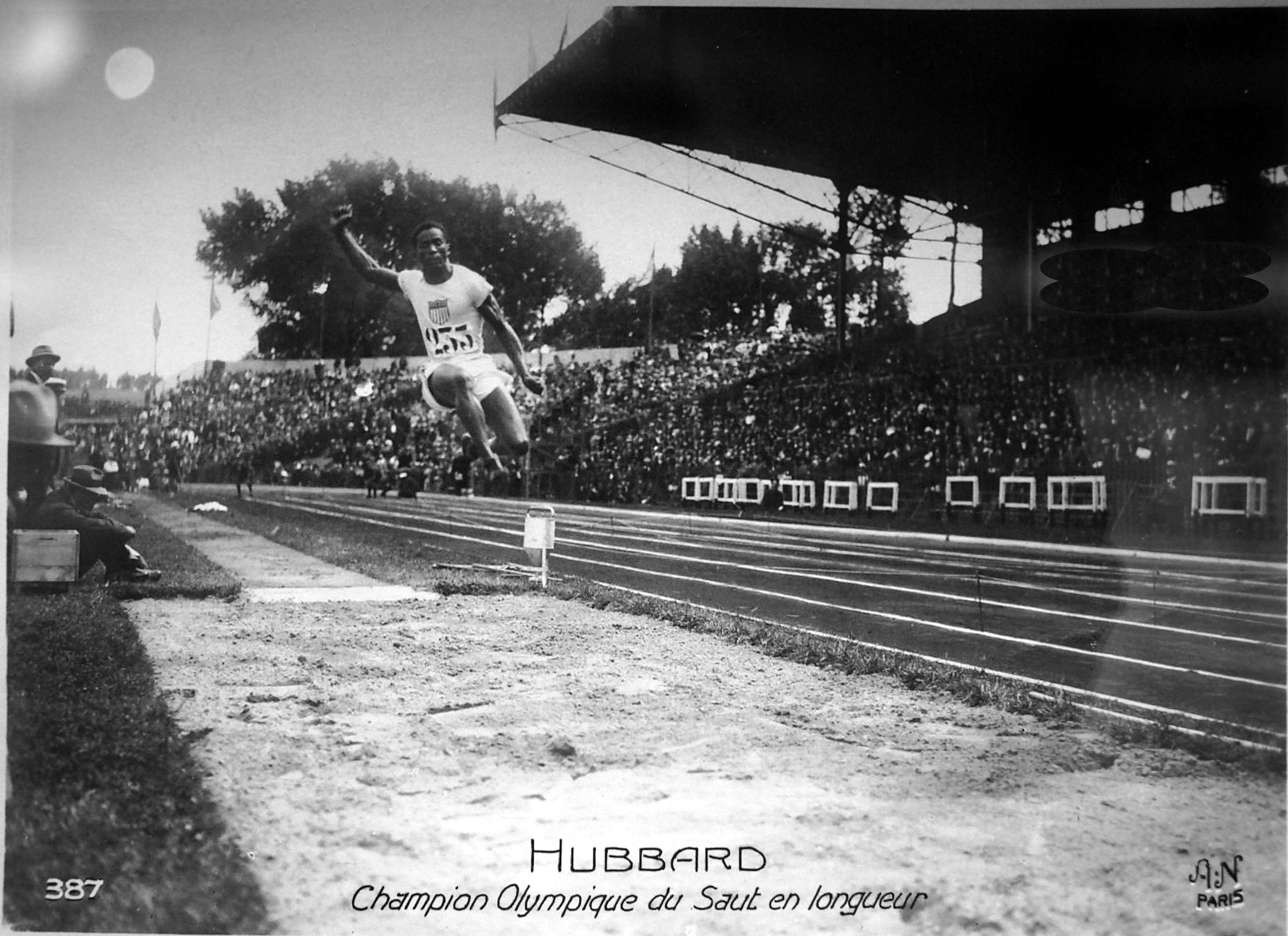
L'étudiant William DeHart Hubbard, vainqueur du saut en longueur aux Jeux olympiques de 1924 au stade de Colombes, musée municipal d'Art et d'Histoire de Colombes.

Le 13 juin 1925, au cours des championnats universitaires NCAA de Chicago, DeHart Hubbard établit le nouveau record du monde du saut en longueur avec 7,89 m, soit 13 cm de mieux que son compatriote Robert LeGendre, détenteur de la meilleure marque mondiale depuis 1924. Réputé pour sa vitesse de course lors de sa prise d'élan, Hubbard égale le 5 juin 1926 le record du monde du 100 yards en 9 s 6. Invaincu depuis l'année 1922, il franchit à 11 reprises la barre des 25 pieds (7,62 m) à la longueur et remporte un dernier titre national en 1927, son sixième consécutif.
En dépit d'une blessure au pied, il parvient à se qualifier pour les Jeux olympiques d'été de 1928 en terminant 3e des sélections américaines. À Amsterdam, Hubbard ne réalise que la modeste performance de 7,11 m, terminant 11e des qualifications.
Il devient en outre en 1926 codétenteur du record du monde du 100 yards en 9 s 6.
Il est élu membre de l'USA Track & Field Hall of fame en 1979.

## Palmarès
- Jeux olympiques d'été de 1924 à Paris :
  -  Médaille d'or au saut en longueur.